# James Barbour
James Barbour, född 10 juni 1775 i Orange County, Virginia, död 7 juni 1842 i Orange County, Virginia, var en amerikansk politiker och diplomat. Han var guvernör i delstaten Virginia 1812-1814. Han representerade sedan Virginia i USA:s senat 1815-1825 och tjänstgjorde som USA:s krigsminister 1825-1828.
Barbour studerade juridik och inledde 1794 sin karriär som advokat. Demokrat-republikanen Barbour tillträdde 1812 som guvernör i Virginia. Han efterträddes två år senare av Wilson Cary Nicholas.
Barbour vann senatsvalet i Virginias lagstiftande församling den 1 december 1814. Vid den tidpunkten var han inte längre demokrat-republikan, utan kallade sig antidemokrat och förespråkare för State Rights, det vill säga han ville öka delstaten Virginias makt på bekostnad av den federala regeringen. Han efterträdde Richard Brent som senator för Virginia i mars 1815. Barbour tjänstgjorde som tillförordnad talman i senaten, president pro tempore of the United States Senate, 15 februari - 26 december 1819.
President John Quincy Adams utnämnde 1825 Barbour till krigsminister. Barbours vän, senator Richard Mentor Johnson, hade föreslagit honom till Adams. Barbour avgick 1828 för att tillträda som chef för USA:s diplomatiska beskickning i London. Han återvände 1829 till USA och gick senare med i whigpartiet.